# Laguna (station)
Laguna is een metrostation in het stadsdeel Latina van de Spaanse hoofdstad Madrid. Het station werd geopend op 1 juni 1983 en wordt bediend door lijn 6 van de metro van Madrid.